# Куцик Петро Олексійович
Петро Олексійович Куцик (нар. 24 травня 1966, Тихий, Закарпатська область) — український науковець у галузі економіки; доктор економічних наук (2020), професор (2011), Заслужений діяч науки і техніки України (2018), ректор Львівського торговельно-економічного університету.

## Біографія
У 1990 році закінчив Львівський торговельно-економічний інститут за спеціальністю «Бухгалтерський облік та аналіз господарської діяльності», отримавши кваліфікацію економіста. У 1993 році — аспірантуру Львівського торговельно-економічного інституту.
У 2001-2003 роках — заступник декана економічного факультету, у 2003-2005 роках — заступник директора з навчальної роботи Інституту економіки і фінансів, у 2005-2007 роках — директор Інституту економіки і фінансів Львівської комерційної академії.
З 2007 по 2014 роки обіймав посаду першого проректора Львівської комерційної академії.

## Наукова спеціалізація
Займається вивченням проблем стратегічного управління витратами в системі контролінгу підприємств, проблем методології бухгалтерського обліку та впровадження інтегрованої прогнозної фінансової звітності на підприємствах України[джерело не вказане 1572 дні].
Опублікував понад 200 наукових і науково-методичних робіт. Співавтор 15 навчальних посібників і підручників, 16 монографій. Під його науковим керівництвом захищено 12 дисертацій на здобуття наукового ступеня кандидата економічних наук.
Нагороджений нагрудним знаком Міністерства освіти і науки України «Відмінник освіти України» у 2007 році; Почесною відзнакою «Знак Пошани» Центральної спілки споживчих товариств України (Укоопспілки) у 2007 році; грамотою Міністерства освіти і науки, молоді та спорту України у 2011 році; Почесною грамотою Всеукраїнської центральної спілки споживчих товариств та ЦК Профспілки працівників споживчої кооперації України у 2016 році.

## Окремі публікації
- Куцик П. О. Обліково-аналітична концепція управління загальновиробничими витратами підприємства / П. О. Куцик, О. М. Мазуренко. — Львів: Видавництво «Растр-7», 2014. — 288 с.
- Куцик П. О. Державне регулювання інвестиційного процесу в умовах функціонування ринку цінних паперів / П. О. Куцик, М. Я Вірт, І. В. Гончарук, В. І. Куцик, М. Ю. Барна ; за заг. ред. П. О. Куцика. — Львів: Растр-7, 2014. — 296 с.
- Куцик П. О. Глобальна економіка: принципи становлення, функціонування, регулювання та розвитку / П. О. Куцик, О. І. Ковтун, Г. І. Башнянин. — Львів: Видавництво ЛКА, 2015. — 594 с.
- Куцик П. О. Концептуальний розвиток методології бухгалтерського обліку / М. В. Корягін, П. О. Куцик. — Львів: ЛКА, 2015. — 239 с.
- Куцик П. О. Діяльність торговельних підприємств у конкурентному середовищі: контрольно-аналітичне забезпечення системи управління / П. О. Куцик, Л. Г. Медвідь, В. О. Шевчук, Д. О. Харинович-Яворська. — Чернівці: Технодрук, 2015. — 370 с.
- Куцик П. О. Управлінський облік операційної діяльності підприємств оптової торгівлі: монографія / П. О. Куцик, В. І. Бачинський, О. А. Полянська, за заг. ред. П. О. Куцика. — Львів: Видавництво "Растр-7, 2015. — 312 с.
- Куцик П. О. Проблеми та перспективи розвитку бухгалтерської звітності / М. В. Корягін, П. О. Куцик. — К. : Інтерсервіс, 2016. — 276 с.
- Куцик П. О. Облікова концепція управління вартістю нематеріальних активів підприємства / П. О. Куцик, І. М. Дрогобицький, З. П. Плиса, Х. І. Скоп. — Львів: Растр-7, 2016. — 268 с.
- Куцик П. О. Рейтингування діяльності банківських установ як інструмент стабілізації національної економіки / П. О. Куцик, Ю. Б. Миронов, Г. І. Башнянин. — Львів: Ліга-Прес, 2017. — 271 с. [Архівовано 4 лютого 2021 у Wayback Machine.]